# Dailenys Alcántara
Pour les articles homonymes, voir Alcantara.
Dailenys Alcántara (née le 10 août 1991 à Santiago de Cuba) est une athlète cubaine, spécialiste du saut en longueur et du triple saut.

## Carrière
Elle s'entraine à La Havane aux côtés de l'ancien sauteur en longueur David Giralt, père du triple sauteur Arnie David Giralt.
Titrée en 2007 lors des Championnats du monde cadets d'Ostrava, Dailenys Alcántara s'adjuge deux médailles à l'occasion des Championnats du monde juniors de 2008 : l'or au triple saut (14,25 m) et le bronze au saut en longueur (6,41 m). Elle établit la marque de 14,34 m en 2010 avant d'établir son record personnel à 14,56 m en début de saison 2011 à La Havane. En juillet 2010, à Moncton, La Cubaine conserve son titre planétaire junior du triple saut en s'imposant lors des Championnats du monde juniors avec un saut à 14,09 m.

## Palmarès
| Date | Compétition                              | Lieu             | Place | Épreuve     |         |
| ---- | ---------------------------------------- | ---------------- | ----- | ----------- | ------- |
| 2007 | Championnats du monde cadets             | Ostrava          | 7e    | Longueur    |         |
| 2007 | Championnats du monde cadets             | Ostrava          | 1re   | Triple saut |         |
| 2008 | Championnats du monde juniors            | Bydgoszcz        | 3e    | Longueur    |         |
| 2008 | Championnats du monde juniors            | Bydgoszcz        | 1re   | Triple saut |         |
| 2010 | Championnats du monde juniors            | Moncton          | 1re   | Triple saut |         |
| 2012 | Ligue de diamant                         | Ligue de diamant | 7e    | Triple saut | détails |
| 2014 | Jeux d'Amérique centrale et des Caraïbes | Veracruz         | 2e    | Triple saut |         |
| 2015 | Championnats NACAC                       | San José         | 8e    | Triple saut |         |

## Records
| Épreuve          | Performance | Lieu      | Date            |
| ---------------- | ----------- | --------- | --------------- |
| Triple saut      | 14,58 m     | La Havane | 27 mai 2012     |
| Saut en longueur | 6,41 m      | Bydgoszcz | 12 juillet 2008 |